# ナソ族
ナソ族（ナソぞく）はパナマ・コスタリカの民族の一つである。テリベ族と呼ばれることもある。人口はパナマに約二千人、コスタリカに数百人いると見られる。インディアンの一つで君主制を現在も続けている。

## 居住地
居住地はテリベ川、サン･サン川、チャン･ギノラ川、ジョルキン川の沿岸でパナマ北西部、とりわけボカス・デル・トーロ県の西部に多く居住している。

## 歴史
ナソ族はボカスデルトーロ県東部地方の山地、熱帯雨林の川に沿った一帯に伝統的に居住し、テリベ（Teribe）、もしくはティエル・ディ（Tjër Di）の名でスペイン語圏で知られていた。水を意味する「Di」とナソ族の神話の「大いなる母」の名である「Tjër」は植物性薬品の秘術を神から授かっていた。近年まで3もしくは4世代前のナソ族は珍しいことに自治生活を送っていた。氏族や屋敷ごとに散らばり、世界から地理的にほぼ孤立していたナソ族は語法と一族の制度をとおして自給自足文化が発展し育成された。

## 生活
生活の基盤は、農業でコカ、米、トウモロコシ、コーヒーを育てる。またパイナップルなどの果物を採取する。狩りも行いライフル・弓矢等の武器を使う。その他豚、アヒルや鶏など飼育もし、木材はラウレル、セドロ。（いかだ、もしくはカヌーで2時間ほど下った人口3万人の）チャン･ギノラ川に比較的近くの街でいくつかの手工芸品の販売なども含めた自給自足農業である。
ナソ族の居住区は地理的教会で分離され孤立していて、彼らの集落はいくつかの訪問を受け入れない一方、ほとんどが2か国語を使う（ナソ語とスペイン語）。衣服は西洋式のもので、ナソ族のほとんどがプロテスタント派の福音主義に改宗された。
莫大な科学力、ナソ族の先祖伝来の地の水力発電とエコツーリズムの可能性が国際的、国家的利益を誘致した。
1980年代初頭、パナマ政府は地方の広い範囲をパナマの保護地区に移転した。（2005年、パロ・セコ国有林（BBPS）とタラマンカ山脈＝ラ・アミスター保護区群とラ・アミスター国立公園（PILA）の3つの主要な保護と開発の計画は地方の土地利用活動をはっきりと再編成する事を提案していた。これらは、ナソの領土権とパナマ立法議会の司法権を認可する新法を含んでいた。世界銀行は生物学的回廊計画(CBMAP)に資金を提供して国有地域の開発を支援し、保護区と水力発電計画はコロンビア公益事業会社メデリン公益事業体（Empresas Públicas de Medellín）によって出資された。）

## 王の一覧
- ベース・リー・サンタナ
- サンティアゴ・サンタナ
- サンティアゴ・サンタナ2世
- チャレー・サンタナ
- フランシスコ・サンタナ
- ラザロ・サンタナ（?－1973年）
- シメオン・サンタナ（1973年－1979年）
- マヌエル・アグイラー（1979年－1982年4月25日）
- ルフィナ・サンタナ（1982年4月25日－1988年7月30日）
- セザール・サンタナ（1988年7月30日－1998年5月31日）
- ティト・サンタナ（1998年5月31日－）
  - バレンティン・サンタナ（2004年5月30日－）[1]